# Achim Förster
Achim Förster (* 1979) ist ein deutscher Jurist und Hochschullehrer.

## Leben
Förster studierte von 2000 bis 2005 Rechtswissenschaften an der Julius-Maximilians-Universität Würzburg und absolvierte im Anschluss ein LL.M.-Studium an der Robert H. McKinney School of Law der Indiana University, USA. 2006 bis 2007 war er Stipendiat und Doktorand im DFG-Graduiertenkolleg Geistiges Eigentum und Gemeinfreiheit an der Universität Bayreuth und wurde 2008 mit einer rechtsvergleichenden Arbeit zur US-amerikanischen Fair-Use-Doktrin promoviert. Nach Abschluss des Rechtsreferendariats war er als Staatsanwalt sowie als Richter am Landgericht Schweinfurt tätig. Seit 2015 ist er Inhaber der Professur für Urheberrecht, Medienrecht und Medienpolitik sowie seit 2021 Vizepräsident der Technischen Hochschule Würzburg-Schweinfurt.

## Auszeichnungen
- Kulturpreis Bayern 2008 in der Kategorie Wissenschaft[2]
- Distinguished LL.M. Alumni Award der Indiana University Robert H. McKinney School of Law, 2017[3]
- Preis für herausragende Lehre 2020 des Bayerischen Staatsministers für Wissenschaft und Kunst[4]

## Veröffentlichungen (Auswahl)
- Fair Use. Ein Systemvergleich der Schrankengeneralklausel des US-amerikanischen Copyright Act mit dem Schrankenkatalog des deutschen Urheberrechtsgesetzes. Tübingen 2008, ISBN 978-3-16-149678-3.
- als Herausgeber mit Ralf Uhrich und Herbert Zech: Geistiges Eigentum, Vorschriftensammlung zum Gewerblichen Rechtsschutz, Urheberrecht, Wettbewerbsrecht. 7. Aufl. Tübingen 2022, ISBN 978-3-16-161785-0.